# 小関隆祺
小関 隆祺（こせき たかよし、1923年（大正12年）11月29日 - 1991年（平成3年）10月17日）は、日本の農学者・環境学者。第12期日本学術会議会員。専門は、林政学・環境学。林学博士。北海道大学名誉教授。市立名寄短期大学元学長。

## 略歴
北海道生まれ。1946年北海道帝國大學農学部林学科卒。北海道大学農学部助手。同農学部助教授を経て、1964年同農学部教授。1987年北海道大学停年退官。同名誉教授。市立名寄短期大学学長に就任。1991年市立名寄短期大学退官。同年10月17日、肝硬変のため逝去。

## 主著
- 『現行林業法律解説(林業解説シリーズ67巻)』（日本林業技術協会, 1954年）
- 『林政学研究』（北海道大学図書刊行会, 1987年）
- 本多勝一編『知床を考える』（共同執筆, 晩声社, 1987年）